# Œuf-en-Ternois
Œuf-en-Ternois é uma comuna francesa na região administrativa de Altos da França, no departamento de Pas-de-Calais. Estende-se por uma área de 8,75 km². Em 2010 a comuna tinha 253 habitantes (densidade: 28,9 hab./km²).